# Gardenia annamensis
Gardenia annamensis är en måreväxtart som beskrevs av Charles-Joseph Marie Pitard. Gardenia annamensis ingår i släktet Gardenia och familjen måreväxter. Inga underarter finns listade i Catalogue of Life.